# Hirakata
Hirakata (枚方市, Hirakata-shi) és una ciutat i municipi de la prefectura d'Osaka, a la regió de Kansai, Japó. La ciutat va ser fundada l'1 d'agost de 1947, i l'1 d'abril de 2001 va ser ascendida a l'estatus de ciutat especial. És popular pel seu museu d'exhibició de nines de crisantem (flor simbòlica de la ciutat), pel Parc Hirakata i perquè és la seu de la Universitat Kansai Gaidai.

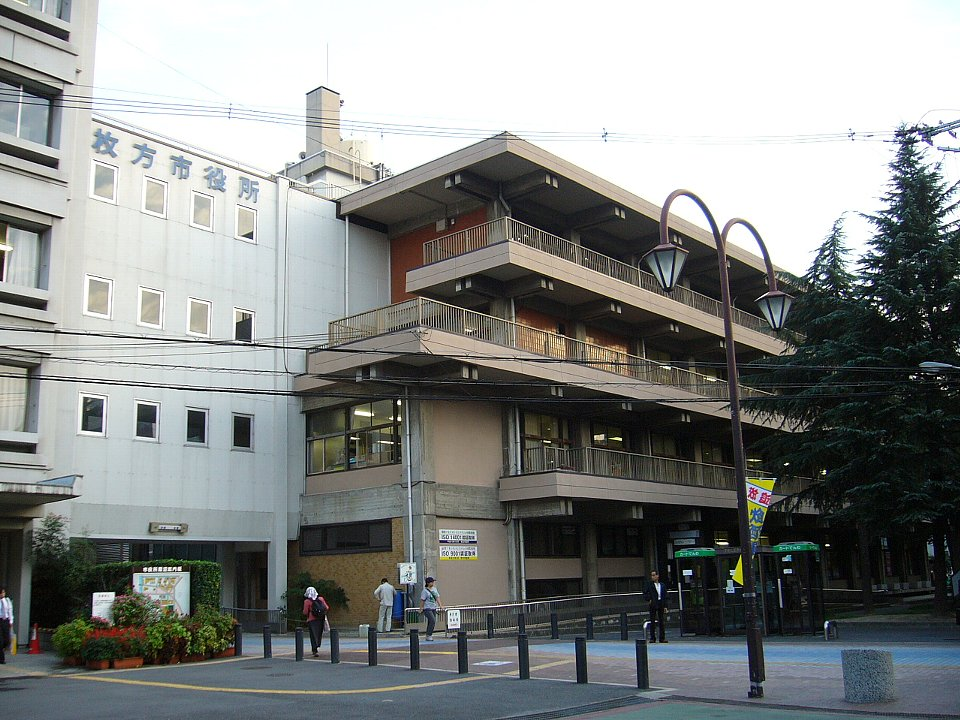
Ajuntament de Hirakata

La ciutat de Hirakata es troba localitzada a la part nord-est de la prefectura d'Osaka i s'enmarca dins de la regió prefectural de Kita-Kawachi o Kawachi-nord, fent referència a l'antiga província. El terme municipal de Hirakata limita amb els de Neyagawa, Katano i Ikoma (aquest darrer a la prefectura de Nara) al sud; amb Takatsuki i Shimamoto al nord-oest i amb Yawata i Kyōtanabe, a la prefectura de Kyoto, al nord-est.

## Demografia
| 1920   | 1930   | 1940   | 1950   | 1960   | 1970   | 1980   |
| ------ | ------ | ------ | ------ | ------ | ------ | ------ |
| ND     | ND     | ND     | 45.522 | 43.489 | 41.546 | 40.089 |
| 1990   | 2000   | 2010   | 2020   | 2030   | 2040   | 2050   |
| 39.869 | 39.928 | 34.449 | 27.794 | -      | -      | -      |

## Agermanaments
- Shimanto, Prefectura de Kōchi, Japó - (Ciutat amiga, 1974)
- Betsukai, Hokkaidō, Japó - (Ciutat amiga, 1987)
- Takamatsu, Prefectura de Kagawa, Japó - (Ciutat amiga, 1987)
- Chang Ning, Xangai, RPX - (Ciutat germana, 1987)
- Logan City, Queensland, Austràlia - (Ciutat germana, 1995)